# كاشفة الفساد (فلم)
كاشفة الفساد (بالإنجليزية: The Whistleblower) هُو فيلم دراما وجريمة وسيرة ذاتية كندي ألماني أمريكي صدر سنة 2010. الفيلم من إخراج لاريسا كوندراكي وبطولة رايتشل وايز. شاركت كوندراكي في كتابة سيناريو الفيلم رفقة إيليس كيروان، وقد بُنيت قصة الفيلم على سيرة كاثرين بولكوفاك الذاتية. هذه الأخيرة كانت ضابطة شرطة في نبراسكا جندتها شركة دينكورب إنترناشيونال للاشتغال كجُندية حفظ سلام تابعة للأمم المتحدة في فترة ما بعد الحرب في البوسنة والهرسك سنة 1999. أثناء وجودها في البوسنة والهرسك، تكتشف كاثرين وجود عصابة للإتجار بالجنس، ولكن المُفاجأة هي أن بعضا من جنود حفظ السلام الدوليين كانوا يغضون الطرف عن نشاط هذه العصابة. بعد مُحاولتها التحقيق في أمر هذه العصابة، طُردت بولكوفاك من الشركة وأُجبرت على مُغادرة البوسنة والهرسك. بعد ذلك، نقلت تفاصيل هذه القضية إلى بي بي سي نيوز في المملكة المتحدة، ثُم فازت بدعوى فصل تعسفي رفعتها ضد شركة دينكورب.
أرادت لاريسا كوندراكي أن تُعالج في أول فيلم تُخرجه ظاهرة الاتجار بالبشر، حيث أنها كانت قد اطلعت على قصة بولكوفاك خلال دراستها في الكلية، لكنها عانت هي وكيروان كثيرا من أجل الحُصول على دعم مالي لمشروع الفيلم. بعد ثماني سنوات من قرار كوندراكي إنتاج الفيلم، حصلت أخيرا على تمويل لميزانية الإنتاج، واختارت رايتشل وايز لأداء دور البطولة. يُعد فيلم «كاشفة الفساد» إنتاجا مُشتركا بين دول كندا وألمانيا والولايات المُتحدة، وقد صُورت مشاهد الفيلم في رومانيا خلال الفترة من أكتوبر إلى ديسمبر 2009.
عُرض فيلم «كاشفة الفساد» لأول مرة في 13 سبتمبر 2010، وذلك في دورة نفس السنة من مهرجان تورونتو السينمائي الدولي، ووزعت بعد ذلك شركة أفلام صامويل غولدواين الفيلم في دور العرض في الولايات المُتحدة. أعلنت كوندراكي على أن الحقائق في قصة الفيلم دقيقة بشكل عام، لكن حُذفت بعض التفاصيل من القصة وعُوضت ببعض الأحداث من وحي الخيال. حظي الفيلم بردود فعل ومُراجعات نقدية مُتباينة من النقاد، لكن أشاد هؤلاء عموما بأداء وايز ورفاقها في الفيلم، في حين انتقدوا العديد من المشاهد العنيفة التي تضمنها الفيلم، حيث وصفها البعض بأنها «استغلالية». ردت كوندراكي ووايز على هذا الأمر بالقول بأنه قد خففوا نوعا ما من حدة الوقائع التي حدثت فعلا في البوسنة والهرسك. نال فيلم «كاشفة الفساد» العديد من الجوائز وتلقى العديد من الترشيحات في المُقابل، بما في ذلك ثلاثة ترشيحات في حفل توزيع جوائز جيني لسنة 2012. استضاف الأمين العام للأمم المُتحدة آنذاك بان كي مون عرضًا للفيلم ووعد باتخاذ إجراءات للحد من انتشار ظاهرة الاتجار بالبشر. ذكرت صحيفة الغارديان أن مسؤولين آخرين في الأمم المتحدة حاولوا التقليل من أهمية الأحداث التي صورها الفيلم، كما ذكرت بأن المُبادرات التي اتخذت ضد الاتجار بالبشر في البوسنة والهرسك لم تكن فعالة بالشكل المطلوب.

## القصة
كاثرين بولكوفاك هي ضابطة شرطة من مدينة لينكولن في ولاية نبراسكا الأمريكية، تقبل عرضًا للعمل مع شركة «ديموكرا سيكيريتي» (بالإنجليزية: Democra Security) (إشارة غير مُباشرة إلى شركة دينكورب إنترناشيونال) في إطار شرطة الأمم المُتحدة الدولية المُنتشرة في البوسنة والهرسك. بعد أن نجحت في الدفاع عن امرأة مسلمة كانت ضحية للعُنف المنزلي، عُينت كاثرين رئيسة لقسم الشؤون الاجتماعية.
تُباع رايا، امرأة أوكرانية شابة، وصديقتها لوبا على يد أحد أقاربها لعصابة بوسنية مُتخصصة في الإتجار بالجنس. تهرب رايا مع إيركا، وهي فتاة أخرى أُجبرت على مُمارسة الدعارة، من قبضة العصابة وتُرسل الاثنتان إلى مأوى للنساء ضحايا الاتجار بالبشر. أثناء التحقيق في قضية الشابتين، تكتشف كاثرين وجود عصابة للإتجار بالجنس، ولكن المُفاجأة هي أن بعضا من جنود حفظ السلام الدوليين كانوا يغضون الطرف عن نشاط هذه العصابة. تُقنع كاثرين الشابتين رايا وإيركا بالشهادة في المحكمة ضد المُجرمين الذين تاجرا بهما، ووعدتهما في المُقابل بأن تضمن سلامتهما. مع ذلك، تخلى أحد المسؤولين التابعين للأمم المتحدة عن إيركا على الحدود بين البوسنة وصربيا، بعدما لم تُبرز له جواز سفرها. على الرغم من أن كاثرين أنقذتها من الغابة، إلا أن إيركا كانت خائفة جدًا من المُضي قدمًا في شهادتها في المحكمة. في تلك الأثناء، قبض أفراد من العصابة على رابا مرة أخرى. ولردع فتيات أخريات عن الهرب والتحدث إلى السلطات، جعل أفراد العصابة هؤلاء من رايا مثالاً يُحتذى به، وذلك من خلال اغتصابها بوحشية بأنبوب معدني أمامهن.
عندما لفتت انتباه الأمم المتحدة إلى الفضيحة، اكتشفت كاثرين أنه قد تُستر على هذه القضية في سبيل حماية عقود الدفاع والأمن المُربحة. مع ذلك، دعمها عدة أشخاص في تحقيقها، وكان من بينهم مادلين ريس، رئيسة لجنة حقوق الإنسان، وبيتر وارد المُتخصص في الشؤون الداخلية. مع استمرارها في تحقيقاتها، تلقت كاثرين عدة تهديدات على جهاز الرد الآلي الخاص بها، كما قوبلت مُحاولاتها بعناد من المسؤولين الذين كانوا يُغلقون جميع قضايا الشؤون الداخلية. مع ذلك، تُواصل كاثرين جاهدة البحث عن رايا، وأخيراً حددت مكانها خلال غارة، لكن رايا رفضت أن تأتي معها. بعد أيام قليلة، عُثر على رايا ميتة بعد أن أطلق عليها أحد أعضاء العصابة، ويُدعى إيفان، رصاصة في رأسها. تُرسل كاثرين رسالة بريد إلكتروني إلى خمسين من كبار مُوظفي البعثة تُوضح بالتفصيل النتائج التي توصلت إليها، لكنها قوبلت بالطرد من وظيفتها. بعد ذلك، حصلت كاثرين ووارد على أدلة تتضمن اعتراف أحد المسؤولين بهذه الفضائح، لكنها أُجبرت في النهاية على مُغادرة البوسنة والهرسك، ثُم عرضت لاحقا هذه الأدلة على بي بي سي نيوز. خلال معلومات وردت في نهاية الفيلم، ذُكر بأنه بعد رحيل كاثرين، أُرسل عدد من قُوات حفظ السلام إلى بُلدانهم الأصلية، على الرغم من عدم توجيه أي تُهم جنائية بسبب قوانين الحصانة، كما ذُكر بأن الولايات المتحدة تُواصل التعامل مع مُتعاقدين من القطاع الخاص مثل «ديموكرا سيكيريتي»، بما في ذلك عقود عمل بمليارات الدولارات في العراق وأفغانستان.

## طاقم التمثيل
- ريتشل وايز في دور كاثرين بولكوفاك[الإنجليزية].
- ديفيد ستراثيرن في دور بيتر وارد.

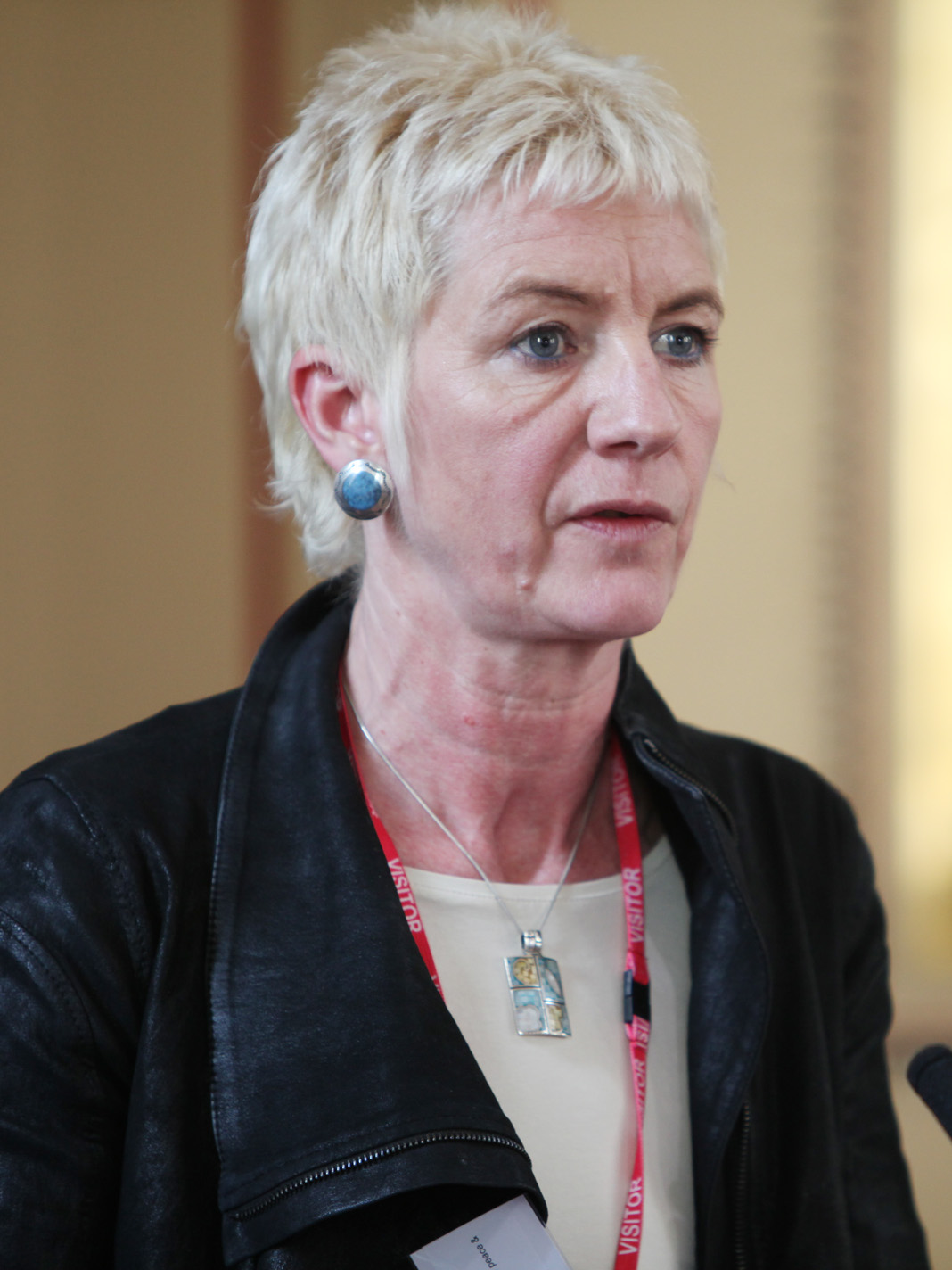
شهدت مادلين ريس (في الصورة) وكاثرين بولكوفاك في المحكمة بأن مُوظفين من شركة دينكورب («ديموكرا سيكيريتي» في الفيلم) شاركوا في الاتجار بالنساء بغرض استعبادهن جنسيا في البوسنة والهرسك.

- نيكولاج لي كوش في دور يان فان دير فيلد.
- آنا أنيسيموفا في دور زوي.
- روكسانا كوندوراش[الإنجليزية] في دور رابا.
- مونيكا بيلوتشي في دور لورا ليفياني.
- فانيسا رديغريف في دور مادلين ريس[الإنجليزية].
- باولا شرام[الإنجليزية] في دور لوبا.
- ألكساندرو بوتوسيان في دور فيكو.
- وليام هوب في دور بلايكلي.
- رايسا كوندراكي في دور إيركا.
- جانيت هين في دور هالينا.
- بيندكت كامبرباتش في دور نيك كوفمان.
- ديفيد هيلويت في دور فريد موراي.
- كوكو بلوس[الإنجليزية] في دور ميلينا.
- لوك تريدواي في دور جيم هيغينز.
- ليام كونينغهام في دور بيل هينز.

## التصوير

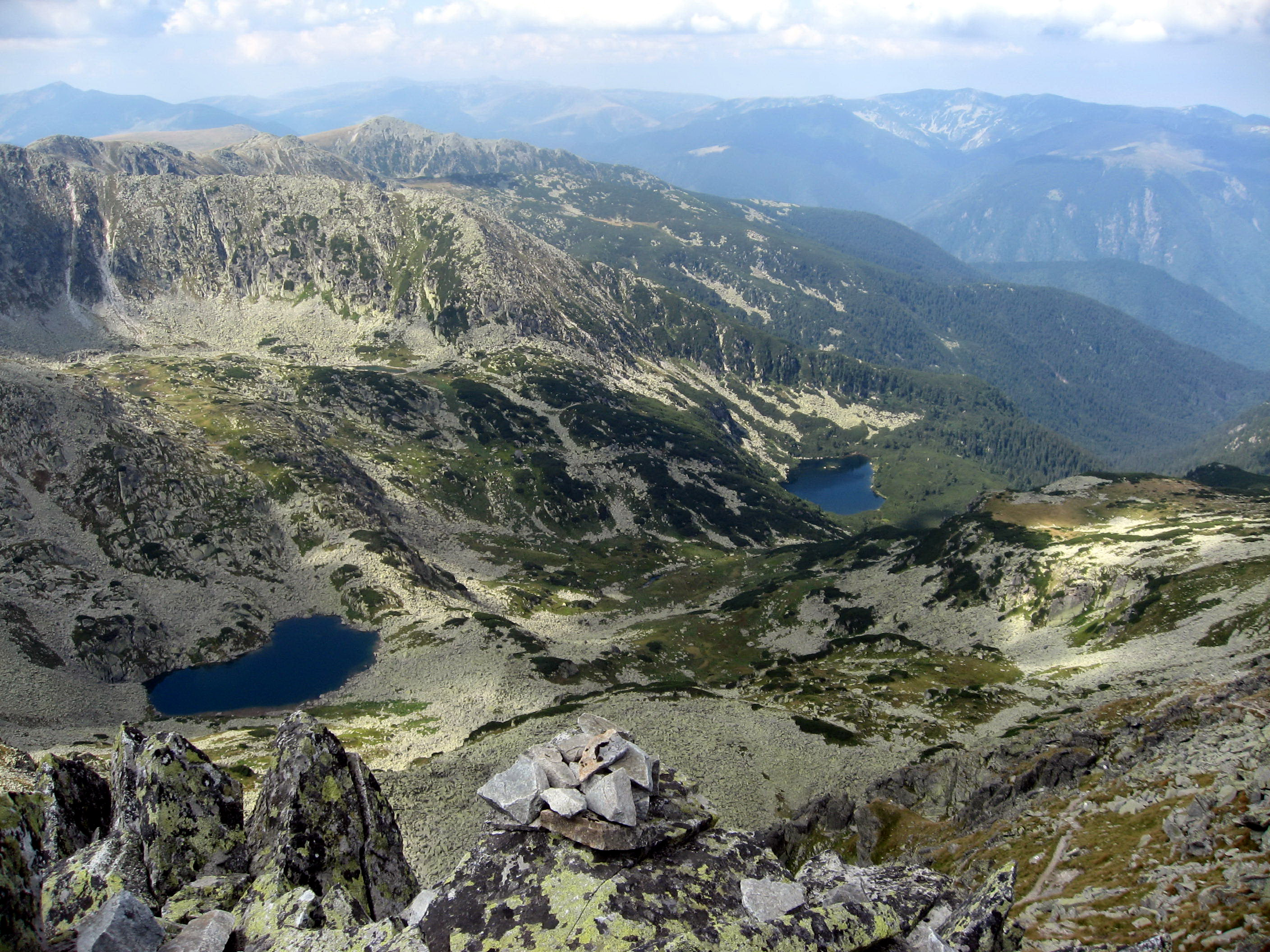
اتخذ طاقم التصوير من جبال الكاربات في رومانيا مكانا لتصوير العديد من المشاهد المُتعلقة بالجبال البوسنية.

يُعد فيلم «كاشفة الفساد» إنتاجا مُشتركا بين دول كندا وألمانيا والولايات المتحدة. توصلت رايتشل وايز سنة 2007 بسيناريو الفيلم من المُنتجة آيمي كوفمان. لكن بما أنها كانت آنذاك حاملاً بابنها، رفضت في البداية عرض المُشاركة في الفيلم. قالت مازحة بأن القصة كانت تريدها هي، لذلك اتصلت فيما بعد بكوفمان لتسأل عما إذا كان الدور لا يزال متاحًا. وقعت عقد المُشاركة في الفيلم في أغسطس 2009، والتحقت بطاقم التصوير في أكتوبر 2009.
كانت كاثرين بولكوفاك قد زارت موقع التصوير في بوخارست عاصمة رومانيا. حرصت رايتشل وايز خلال تلك المُدة التي كانت فيها كاثرين في موقع التصوير على قضاء أكبر قدر مُمكن من الوقت معها، وذلك بُغية أن تعرف كُل ما تحتاجه من معلومات حول كاثرين من أجل إتقان الدور على الشكل المطلوب. كانت وايز تختلف نوعا ما وبولكوفاك في المظهر، حيث أن الأولى لها شعر داكن وخفيف، بينما الثانية شعرها أشقر، كما أنها أطول من وايز قليلا. نتيجة لذلك، ركزت المُمثلة أكثر على مُحاكاة لكنة بولكوفاك وعزمها. أشادت بولكوفاك لاحقا باختيار وايز لتمثيل شخصيتها، كما أثنت على جهود وايز في أن تُركز على كُل صغيرة وكبيرة خلال تمثيلها لهذا الدور.
استغرقت مرحلة التصوير الرئيسي حوالي ستة أسابيع، وهي فترة قصيرة نسبيًا بالنسبة لفيلم إثارة مثل هذا. صرحت وايز بأنه حسب تقديرها، فإن مُعظم هذه المشاهد يستغرق في العادة حوالي ثلاثة أشهر لكي يكتمل. استعان طاقم التصوير بالكاميرات المحمولة خلال هذه المرحلة، وذلك بسبب أن ميزانية إنتاج الفيلم كانت أقل من الميزانية التي تُخصص في العادة للأفلام من هذا النوع. صُورت غالبية مشاهد الفيلم بالكامل في أوروبا الشرقية، حيث أن الجُزء الأكبر منها كان قد صُور في رومانيا. صُورت المشاهد المُتعلقة بمباني الأمم المتحدة في تورنتو. صُورت مُعظم المشاهد الخارجية في الليل، حيث أنه غالبًا ما كانت تظهر لقطات النهار في الفيلم قاتمة ورمادية اللون مع سماء مُلبدة بالغيوم. ساعد هذا المظهر العام ونوعية الإضاءة في إضافة لمسة وثائقية للفيلم.

## الإصدار

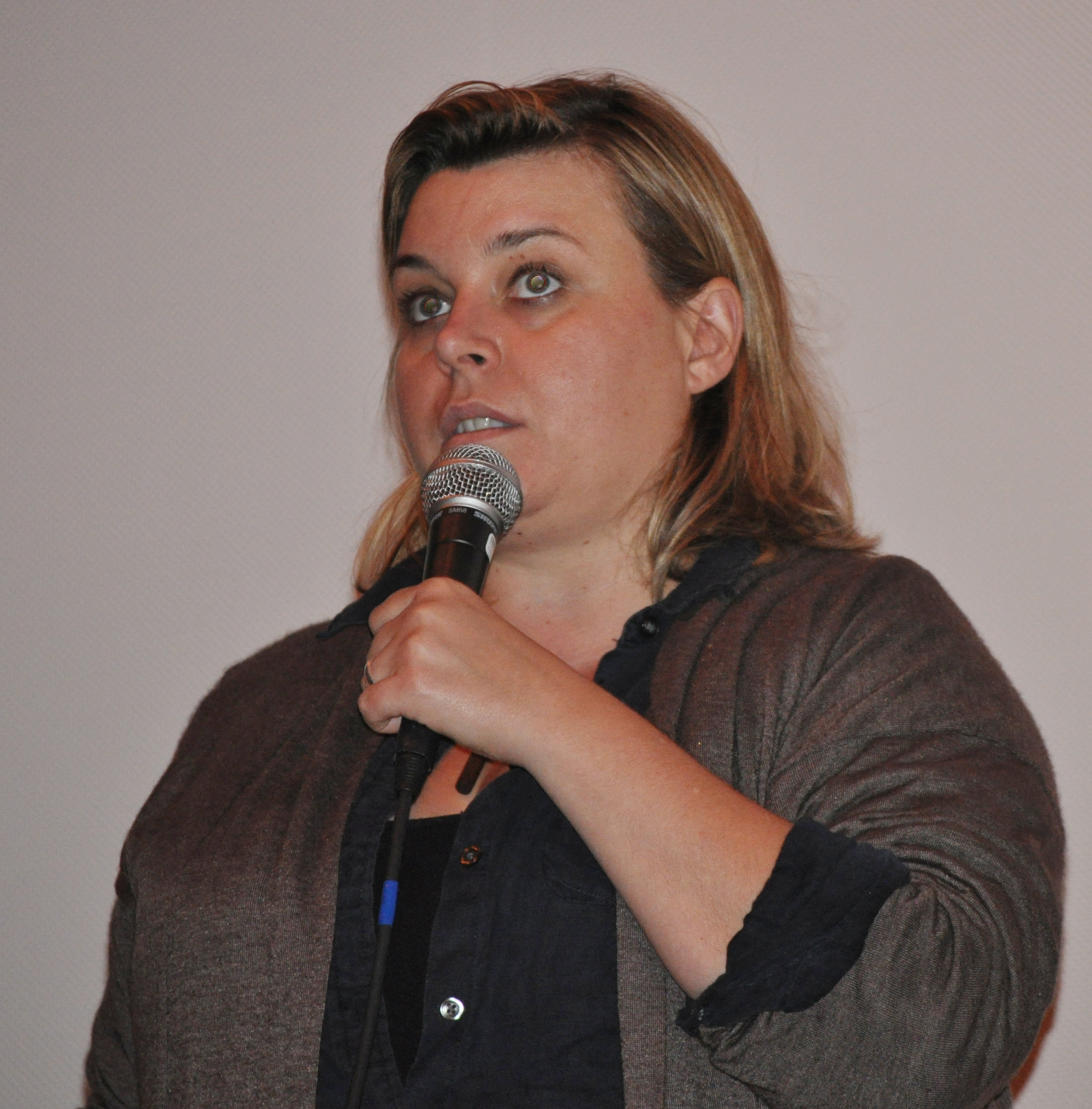
قررت لاريسا كوندراكي إنتاج فيلم «كاشفة الفساد» بعدما سمعت قصة كاثرين بولكوفاك حول عصابات الاتجار بالجنس في البوسنة والهرسك.

عُرض فيلم «كاشفة الفساد» لأول مرة في 13 سبتمبر 2010، وذلك في دورة نفس السنة من مهرجان تورونتو السينمائي الدولي. أقيمت عدة عروض لعرض الفيلم في مهرجانات سينمائية في أمريكا الشمالية، بما في ذلك في دورة سنة 2011 من مهرجان هيومن رايتس ووتش السينمائي في نيويورك.
عُرض فيلم «كاشفة الفساد» لأول مرة في البوسنة والهرسك في مارس 2014، حيث عُرض الفيلم في مدينتي سراييفو وموستار، وقد دُعيت كاثرين بولكوفاك للتحدث إلى الجمهور البوسني خلال هذه العروض.

### نسخ أخرى
أصدرت أستديوهات فوكس القرن العشرين للترفيه المنزلي نُسخة الدي في دي من الفيلم (DVD) في 15 يناير 2012. عرفت نُسخة البلوراي من الفيلم نجاحا أكبر مما حققه الفيلم خلال فترة العرض المسرحي والسينمائي، وقد قالت الناقدة السينمائية لينيت بورتر (بالإنجليزية: Lynette Porter) في هذا الصدد، بأن الطبيعة الجادة لموضوع الفيلم جعلته أكثر مُلاءمة للتلفزيون.

## الاستقبال

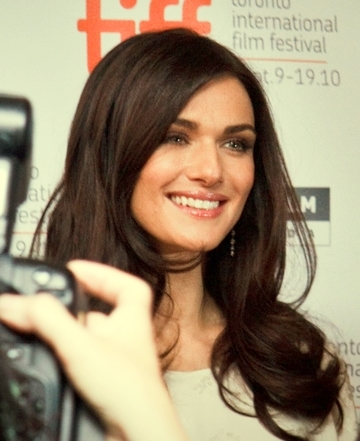
رايتشل وايز خلال العرض الأولي للفيلم في مهرجان تورونتو السينمائي الدولي سنة 2010.

### شباك التذاكر
اشترت شركة أفلام صامويل غولدواين حقوق توزيع الفيلم في الولايات المتحدة. صدر الفيلم بشكل محدود في 5 أغسطس 2011. عُرض الفيلم في البداية في سبعة مسارح ووُسع العدد لاحقا إلى 70 مسرحا في المجموع. استمر عرض الفيلم في المسارح وصالات السينما لمُدة 12 أسبوعًا، حقق خلالها إيرادات بلغت 1.1 مليون دولار أمريكي.

### الاستقبال النقدي
حظي الفيلم بآراء ومُراجعات مُتباينة من النقاد في المُجمل. فعلى موقع الطماطم الفاسدة، حصل الفيلم على نسبة موافقة بلغت 75٪، وذلك بناءً على 119 مُراجعة نقدية، أي بمُتوسط تقييم وصل 6.5/10. أجمع نُقاد الموقع على أن: «أداء رايتشل وايز كان مُقنعا في المُجمل». أما على موقع ميتاكريتيك، فقد حصل الفيلم على تنقيط 59 من أصل 100، وذلك بناء على 30 مُراجعة نقدية. انقسمت الآراء النقدية التي تحصل عليها الفيلم من هذا الموقع على الشكل التالي: 17 مُراجعة إيجابية، و10 مُراجعات مُختلطة، و3 مُراجعات سلبية.

## الجوائز والترشيحات
| السنة | حفل توزيع الجوائز                    | الجائزة                                  | المُستلم (ة)/المُرشح (ة) | النتيجة | مراجع. |
| ----- | ------------------------------------ | ---------------------------------------- | ---------------------- | ------- | ------ |
| 2010  | مهرجان ويسلر السينمائي               | جائزة الجمهور – أفضل فيلم روائي          | فيلم كاشفة الفساد      | فوز     | [ 27 ] |
| 2010  | مهرجان ويسلر السينمائي               | جائزة فيليب بورسوس – أفضل فيلم           | فيلم كاشفة الفساد      | فوز     | [ 28 ] |
| 2011  | مهرجان بالم سبرينغس السينمائي الدولي | جائزة الجمهور – أفضل فيلم روائي          | فيلم كاشفة الفساد      | فوز     | [ 29 ] |
| 2011  | جوائز سينما السلام                   | جائزة سينما السلام – العدل وحقوق الإنسان | لاريسا كوندراكي        | رُشِّح     | [ 28 ] |
| 2011  | مهرجان سياتل السينمائي الدولي        | جائزة إبرة الفضاء الذهبية – أفضل مخرج    | لاريسا كوندراكي        | فوز     | [ 30 ] |
| 2011  | مهرجان سياتل السينمائي الدولي        | جائزة إبرة الفضاء الذهبية – أفضل فيلم    | فيلم كاشفة الفساد      | رُشِّح     | [ 27 ] |
| 2012  | جوائز جيني                           | أفضل فيلم                                | فيلم كاشفة الفساد      | رُشِّح     | [ 31 ] |
| 2012  | جوائز جيني                           | أفضل ممثلة                               | ريتشل وايز             | رُشِّح     | [ 32 ] |
| 2012  | جوائز جيني                           | أفضل ممثلة في دور مساعد                  | روكسانا كوندورايتش     | رُشِّح     | [ 31 ] |
| 2012  | جوائز دائرة فانكوفر لنقاد السينما    | أفضل ممثلة في فيلم كندي                  | ريتشل وايز             | رُشِّح     | [ 33 ] |

## وصلات خارجية
- مقالات تستعمل روابط فنية بلا صلة مع ويكي بيانات